# Guadalupe Victoria (Amatenango de la Frontera)
Guadalupe Victoria es una localidad del estado mexicano de Chiapas. Es parte del municipio de Amatenango de la Frontera.

## Toponimia
El nombre de la localidad rinde homenaje a Guadalupe Victoria, primer presidente de México.

## Demografía
| Gráfica de evolución demográfica |
|                                  |

| Censo | Población |
| ----- | --------- |
| 1910  | 223       |
| 1921  | 949       |
| 1930  | 900       |
| 1940  | 618       |
| 1950  | 1 149     |
| 1960  | 1 586     |
| 1970  | 1 090     |
| 1980  | 1 289     |
| 1990  | 1 665     |
| 2000  | 1 618     |
| 2010  | 1 541     |
| 2020  | 1 534     |